# 愛德華·賓斯 (1916生美國演員)
愛德華·賓斯（英語：Edward Binns，1916年9月12日—1990年12月4日），是一名美国舞台、电影及电视明星，曾参演电影十二怒汉。
愛德華·賓斯是宾夕法尼亚州费城人，作为纽约演员工作室的初创成员之一，他师从伊利亚·卡赞。